# Final da Copa das Nações Europeias de 1964
A Final da Copa das Nações Europeias de 1964 foi uma partida de futebol disputada em 21 de Junho de 1964 para determinar o vencedor da Copa das Nações Europeias de 1964. A partida foi contestada pelos vencedores de 1960, a União Soviética e os anfitriões, a Espanha, no Santiago Bernabéu, em Madrid. A Espanha venceu a partida por 2 a 1, com golos de Jesús María Pereda e Marcelino. Galimzyan Khusainov marcou para a União Soviética.

## Caminho para a final
| Qualificação     | Qualificação | Qualificação    | Qualificação    |
| Espanha          | Espanha      | União Soviética | União Soviética |
| Oponente         | Resultados   | Oponente        | Resultados      |
| ---------------- | ------------ | --------------- | --------------- |
| Romênia          | 6–0, 1–3     |                 |                 |
| Irlanda do Norte | 1–1, 1–0     | Itália          | 2–0, 1–1        |
| Irlanda          | 5–1, 2–0     | Suécia          | 3–1, 1–1        |
| Torneio          |              |                 |                 |
| Hungria          | 2–1 (pro)    | Dinamarca       | 3–0             |

## O jogo

### Detalhes
| 21 de junho de 1964 | Espanha                   | 2 – 1  | União Soviética | Estádio Santiago Bernabéu, Madrid       |
| 18:30               | Pereda 6' · Marcelino 84' | Súmula | Khusainov 8'    | Público: 79,115 Árbitro: Arthur Holland |

| Espanha | União Soviética |

| GK              | 1  | José Ángel Iribar   |
| RB              | 2  | Feliciano Rivilla   |
| CB              | 3  | Isacio Calleja      |
| LB              | 4  | Ignacio Zoco        |
| RH              | 5  | Ferran Olivella (c) |
| LH              | 6  | Josep Maria Fusté   |
| OR              | 11 | Carlos Lapetra      |
| IR              | 10 | Luis Suárez         |
| CF              | 9  | Marcelino Martínez  |
| IL              | 8  | Jesús María Pereda  |
| OL              | 7  | Amancio Amaro       |
| Treinador:      |    |                     |
| José Villalonga |    |                     |

| GK                | 1  | Lev Yashin          |
| RB                | 6  | Viktor Anichkin     |
| CB                | 2  | Viktor Shustikov    |
| CB                | 3  | Albert Shesternyov  |
| LB                | 4  | Eduard Mudrik       |
| CM                | 5  | Valeriy Voronin     |
| CM                | 10 | Aleksey Korneyev    |
| RW                | 7  | Igor Chislenko      |
| LW                | 11 | Galimzyan Khusainov |
| CF                | 8  | Valentin Ivanov (c) |
| CF                | 9  | Viktor Ponedelnik   |
| Trinador:         |    |                     |
| Konstantin Beskov |    |                     |

| Regras de Jogo - 90 minutos. - 30 minutos de prolongamento se necessário. - Repetição se terminar empatado. - Não são permitidas substituições. |